# Vampires (film, 1998)
Pour les articles homonymes, voir Vampires (homonymie).
Série
Vampires 2 : Adieu vampires
(2002)
Pour plus de détails, voir Fiche technique et Distribution.
Vampires (John Carpenter's Vampires) est un film américain réalisé par John Carpenter et sorti en 1998. Il s'agit d'une adaptation cinématographique du roman Vampire$ de John Steakley.
James Woods y incarne Jack Crow, un mercenaire à la solde du Vatican chargé de localiser des « nids » de vampires et de les exterminer avec l'aide de son équipe. Valek, un puissant maître vampire, échappe à l'une de leurs interventions et se venge en massacrant une partie des hommes de Jack. Contrairement aux vampires légendaires, ces vampires ne craignent ni les crucifix ni les gousses d'ail et ils peuvent se refléter. La seule chose qu'ils craignent, c'est la lumière solaire et les pieux. Au lieu de changer en cendres, ils deviennent des tas d'os calcinés.
Le film n'est pas un succès critique mais réalise de bonnes performances au box-office. Il connaitra deux suites sorties directement en vidéo. John Carpenter produit la première, Vampires 2 : Adieu vampires, réalisée par Tommy Lee Wallace et sortie en 2002. Vampires 3 : La Dernière Éclipse du soleil de Marty Weiss sortira en 2005.

## Synopsis
Jack Crow dirige une équipe de chasseurs de vampires parrainée et financée par le Vatican. Accompagnés du père Giovanni et de son fidèle bras droit Tony Montoya, Jack est envoyé « nettoyer » une maison abandonnée du Nouveau-Mexique. En plein jour, son équipe coordonne ses attaques et utilise des tirs de mitraillettes pour ralentir les vampires, puis les harponnant avec des piques. Jack Crow achève ensuite chacun d'entre eux en utilisant une arbalète modifiée pour les harponner à l'intérieur de la maison et les tirer à l'aide d'un treuil fixé à un véhicule. Les vampires sont ainsi tirés à l'extérieur à la lumière du jour, où ils prennent feu. La maison est le plus grand nid que l'équipe ait jamais rencontré, avec neuf « crétins » (soldats vampires). Cependant, Jack craint qu'ils n'aient pas trouvé le « maître » (un vampire plus âgé et plus puissant) à l'intérieur. Plus tard, l'équipe célèbre leur action dans un hôtel local avec de l'alcool et des prostituées, à la désapprobation du shérif et du prêtre affecté à l'équipe. Crow est incapable de fêter la victoire et partage ses inquiétudes concernant le maître disparu avec le prêtre. Au plus fort de la fête, le maître vampire, Valek, arrive et « transforme » l'une des prostituées, Katrina, en la mordant et en initiant sa transformation en vampire. Il attaque ensuite le groupe, assassinant rapidement les chasseurs présents. Seuls Crow, son lieutenant de confiance Tony Montoya, et Katrina s'échappent.
Crow ordonne à Montoya de se retirer dans un hôtel avec Katrina, dans l'espoir d'utiliser son lien psychique croissant avec Valek pour le retrouver. Après avoir enterré l'équipe et incendié l'hôtel, Crow rend compte à son supérieur, le cardinal Alba. Étant donné que Valek est à la fois plus fort et plus durable que n'importe quel maître rencontré précédemment, Alba confirme que Valek était un prêtre en disgrâce qui a mené une rébellion contre l'église, conduisant à son exécution et à sa transformation en premier vampire. Alba lui ordonne de former une nouvelle équipe, car Valek a massacré les autres chasseurs de vampires basés aux États-Unis et en Europe, et le fait accompagner par le père Adam Guiteau. Crow emmène à contrecœur Guiteau avec lui, mais refuse de former une nouvelle équipe car Valek est en mouvement. En route, Crow dissipe les notions héroïques de Guiteau sur la chasse aux vampires, mais étend une certaine confiance en divulguant sa carte de l'activité des vampires, montrant que ces derniers visent le sud-ouest.
Montoya explique à Katrina, qui change progressivement, ce qui lui arrive. Horrifiée, elle tente de se suicider, mais Montoya la sauve, se faisant mordre au passage. Crow et Guiteau arrivent à l'hôtel, et Montoya garde sa morsure secrète. Sentant que Guiteau cache quelque chose, Crow menace de le tuer, racontant qu'il a été forcé de tuer son propre père pour avoir "gardé un secret" après s'être transformé en vampire et avoir tué la mère de Jack devant lui. Guiteau révèle que Valek est à la recherche d'une ancienne relique appelée la "Croix Noire" de Berziers pour achever l'exorcisme bâclé qui l'a transformé en vampire. Valek prévoit maintenant de terminer l'exorcisme et de se donner une immunité à la lumière du soleil, le rendant imparable. Crow accueille alors Guiteau dans l'équipe en tant que son premier nouveau tueur.
Utilisant le lien psychique de Katrina, Jack, Montoya et Guiteau découvrent que Valek a saisi la croix et ils arrivent dans une ville espagnole abandonnée. Sur la base des visions de Katrina, ils se rendent compte qu'ils sont largement en infériorité numérique, puisque Valek a réveillé sept maîtres supplémentaires et transformé au moins trente des citadins en nouveaux crétins, créant le plus grand nid de l'histoire. Guiteau fait ses preuves auprès de l'équipe en se portant volontaire comme « appât » pour piéger les maîtres vampires afin que Jack et Montoya les harponnent au soleil, gagnant le respect de Jack en apprenant rapidement et en l'aidant à se battre au corps à corps avec plusieurs maîtres. Alors qu'ils parviennent à tuer la plupart des lieutenants de Valek, ce dernier les submerge au coucher du soleil : Crow est capturé, Guiteau se met à couvert et Montoya et Katrina s'enfuient, seulement pour qu'elle se retourne complètement et morde Montoya à la gorge avant de s'allier à Valek. Celui-ci explique qu'il tente de recréer le rituel original, qui nécessite le sang d'un croisé, Jack, et la participation d'un prêtre. Le cardinal Alba s'avance et révèle qu'il était la taupe, ayant perdu la foi et acquis la peur de la mort dans son état vieillissant. Il croit qu'une fois que Valek aura terminé le rituel, il pourra le transformer en une nouvelle race de vampire. Guiteau tue Alba avant qu'il ne puisse terminer le rituel et retient la horde en menaçant de se suicider et en laissant Valek sans prêtre pour terminer le rituel. Montoya et Guiteau sauvent ensuite Crow alors que le soleil se lève, et Crow part affronter Valek, qu'il tue en enfonçant la croix de Berziers dans sa poitrine et en l'exposant au soleil, ce qui fait exploser ce dernier.
Guiteau et Crow se préparent à tuer Montoya et Katrina, sachant que leurs transformations sont irréversibles ; cependant, puisque Montoya lui a donné deux jours de loyauté après avoir été mordu, Crow accorde au couple une longueur d'avance de deux jours avant de reprendre leur chasse. Après le départ de Montoya et Katrina, Jack et Guiteau repartent pour tuer le reste des vampires qui se sont réfugiés.

## Fiche technique
- Titre original complet : John Carpenter's Vampires[1]
- Titre français : Vampires
- Réalisation : John Carpenter
- Scénario : Don Jakoby, d'après le roman Vampire$ de John Steakley
- Musique : John Carpenter
- Photographie : Gary B. Kibbe (en)
- Montage : Edward A. Warschilka
- Décors : Thomas A. Walsh
- Costumes : Robin Michel Bush
- Production : Sandy King (en), Don Jakoby et Barr B. Potter
- Sociétés de production : Film Office, JVC Entertainment Networks, Largo Entertainment], Spooky Tooth Productions et Storm King Productions
- Distribution : Columbia Pictures (États-Unis), CTV International (France)
- Budget : 20 millions de dollars[2]
- Pays de production :  États-Unis
- Langue originale : anglais
- Format : couleur — 35 mm — 2,35:1 — DTS / Dolby Digital
- Genre : horreur, fantastique, action
- Durée : 108 minutes
- Dates de sortie[1] :
  - France : 15 avril 1998
  - États-Unis : 30 octobre 1998
  - Belgique : 10 février 1999
- Classification[3] :
  - États-Unis : R
  - France : interdit aux moins de 12 ans

## Distribution
- James Woods (VF : Yves Rénier) : Jack Crow
- Daniel Baldwin (VF : Bernard Lanneau) : Anthony Montoya
- Sheryl Lee (VF : Déborah Perret) : Katrina
- Thomas Ian Griffith : Jan Valek
- Maximilian Schell (VF : Jean Négroni) : Cardinal Alba
- Tim Guinee (VF : Vincent Violette) : Père Adam Guiteau
- Mark Boone Junior (VF : Achille Orsoni) : Catlin
- Gregory Sierra (VF : Jean Lescot) : Père Giovanni
- Cary-Hiroyuki Tagawa (VF : Jean-Jacques Nervest) : David Deyo
- Thomas Rosales Jr. : Ortega
- Henry Kingi : Anthony
- David Rowden : Bambi
- Clarke Coleman : Davis
- Mark Sivertsen : un policier de la route
- John Furlong (en) : Père Joseph Molina
- Marjean Holden (en) : une maîtresse vampire
- Chad Stahelski : un maître vampire
- Frank Darabont : l'homme à la Buick

## Production

### Genèse du projet
Après avoir travaillé sur son précédent projet, Los Angeles 2013, John Carpenter pense abandonner sa carrière de réalisateur car « ce n'est plus marrant »,. Il est alors approché par la société Largo Entertainment qui lui propose le projet Vampires, adapté du roman Vampire$ de John Steakley. Le film aurait au départ été proposé à Russell Mulcahy, avec Dolph Lundgren. Mais ils travailleront finalement ensemble sur Tireur en péril.
On donne ensuite deux scénarios distincts à John Carpenter : celui de Don Jakoby et un de Dan Mazur. Après avoir lu le roman et les scripts, le cinéaste est très emballé par le projet, y voyant l'occasion d'en faire un western moderne avec des vampires. Il réécrit le script en ajoutant ses propres idées. Il veut surtout éviter les habituels clichés concernant les vampires : « Mes vampires sont des créatures sauvages. Il n'y a pas de solitude rêveuse dans leur existence. Ils sont trop occupés à déchirer les gens. »

### Attribution des rôles
John Carpenter voulait absolument James Woods pour le rôle principal, car il voulait un chasseur de vampires aussi sauvage que les vampires.
C'est la femme du réalisateur, Sandy King, également productrice du film, qui a choisi Thomas Ian Griffith pour le rôle de Valek. 
Le réalisateur Frank Darabont fait une petite apparition dans le film en se faisant voler sa Buick par le personnage interprété par Daniel Baldwin.

### Tournage
Le tournage a lieu de juin 1997 à août 1997 au Nouveau-Mexique, notamment à Santa Fé, Cerrillos, Las Vegas, San Juan Pueblo, Stanley (en).

### Musique
Albums de John Carpenter
Los Angeles 2013
(1996) Ghosts of Mars
(2001)
La musique du film est composée par John Carpenter. Certains titres de l'album sont cependant interprétés par d'autres artistes. Par ailleurs, son fils Cody joue également dans quelques titres.
Liste des titres
1. Teaser - interprété par Stone (3:14)
2. Slayers - interprété par The Texas Toad Lickers (2:34)
3. New Mexico (2:21)
4. Headless Priest (2:48)
5. Motel Sex - interprété par The Texas Toad Lickers (4:27)
6. Night Attack (3:19)
7. Santiago (2:18)
8. Stake and Burn (3:42)
9. Valek’s Portrait (1:16)
10. Sunrise Death (2:03)
11. Valek Attacks (3:32)
12. Vampire Vision (1:46)
13. Farewell Slayer (2:08)
14. Cruel Highway - interprété par The Texas Toad Lickers  (2:58)
15. Katrina Bites (1:47)
16. Padre’s Wood - interprété par The Texas Toad Lickers  (5:35)

## Sortie et accueil
Le film connaît un accueil critique mitigé dans les pays anglophones, obtenant 43% d'opinions favorables sur le site Rotten Tomatoes, basé sur 43 critiques collectées et une moyenne de 5,3⁄10 et un score de 42⁄100 sur le site Metacritic, basé sur 19 critiques collectées. En France, l'accueil est plus positif, avec une moyenne de 4⁄5 sur le site AlloCiné, qui a recensé cinq « titres de presse ».
Au box-office, Vampires prend la tête du box-office américain avec 9,1 millions de $ le week-end de sa sortie, avant de faire une forte chute de plus de 55% la semaine suivante, descendant à la 8e place. Finalement, le long-métrage totalise 20,3 millions de $ en fin d'exploitation. Les recettes internationales ne sont pas connus mais a rapporté 390 664 $ en Argentine, 2 700 000 $ au Brésil, 147 179 $ au Chili, 5 155 934 $ en Allemagne, 891 961 $ au Mexique et 3 584 392 $ en Espagne. Il a également rapporté 1 181 204 $A en Australie et 930 478 £ au Royaume-Uni. En France, le film totalise 482 383 entrées.
John Carpenter a déclaré que le film avait été un énorme succès à l'étranger, en particulier au Japon, et avait rapporté bien plus que son budget de 20 millions de dollars. Plus tard, il a récolté 42 millions de dollars supplémentaires en location et achat de vidéos domestiques. Vampires était le seul film financièrement réussi de Carpenter dans les années 1990 et à ce jour, c'est le dernier film financièrement réussi que John Carpenter a réalisé[réf. nécessaire].

## Distinctions
Le film obtient cinq nominations aux Saturn Awards 1999 décernés par l'Académie des films de science-fiction, fantastique et horreur. Il remporte les prix de meilleur acteur (James Woods), meilleur maquillage (Robert Kurtzman, Gregory Nicotero et Howard Berger) et meilleure musique. Par ailleurs, la bande originale est nommée aux Prix Bram-Stoker 1999.
Dans "Mystic River" de Clint Eastwood, on aperçoit le personnage de Dave Boyle (Tim Robbins) regarder le film de Carpenter à la télévision. 

### Récompenses
- The Stinkers Bad Movie Awards 1998 : pire acteur pour Daniel Baldwin
- Saturn Awards 1999 : meilleur acteur pour James Woods, meilleure musique et meilleur maquillage
- Fangoria Chainsaw Awards 1999 : meilleur acteur pour James Woods, meilleure actrice dans un second rôle pour Sheryl Lee, meilleure musique pour John Carpenter

### Nominations
- Saturn Awards 1999 : meilleur film d'horreur, meilleure actrice dans un second rôle pour Sheryl Lee
- Fangoria Chainsaw Awards 1999 : meilleur film à large diffusion, meilleur scénario
- International Horror Guild Awards 1999 : meilleur film

## Suites
En 2002, John Carpenter produit lui-même la première suite. Vampires 2 : Adieu vampires, réalisé par Tommy Lee Wallace, qui avait coécrit le téléfilm El Diablo avec John Carpenter. Le chanteur-acteur Jon Bon Jovi y incarne un chasseur de vampires et il n'y a aucun lien avec le 1er film.
En 2005 sort Vampires 3 : La Dernière Éclipse du soleil réalisé par Marty Weiss. L'histoire se déroule en Thaïlande et voit un jeune couple tomber au milieu de deux bandes rivales de vampires.